# Barleria observatrix
Barleria observatrix é uma espécie de planta da família Acanthaceae. É endêmica em Maurícia. Seu hábitat natural são as regiões subtropicais ou tropicais de secas florestas.